# 구글 클라우드 메시징
구글 클라우드 메시징(GCM)은 구글이 개발한 모바일 알림 서비스로, 타사 애플리케이션 개발자가 개발자 운영 서버에서 구글 안드로이드 운영체제를 대상으로 하는 애플리케이션은 물론, 구글 크롬 웹 브라우저용으로 개발된 애플리케이션 또는 확장 프로그램으로 알림 데이터 또는 정보를 보낼 수 있게 해준다. 개발자에게 무료로 제공되었다. GCM 서비스는 2012년 6월에 구글의 현재는 서비스 종료된 안드로이드 클라우드 투 디바이스 메시징 (C2DM) 서비스의 후속으로 발표되었으며, 인증 및 전송 개선, 새로운 API 엔드포인트 및 메시징 매개변수, API 전송 속도 및 메시지 크기 제한 제거 등을 언급했다. 2019년 5월 29일에 구글의 파이어베이스 클라우드 메시징 (FCM)으로 대체되었다.

## 개발
GCM은 구글의 안드로이드 클라우드 투 디바이스 메시징 (C2DM) 서비스로 처음 출시되었으며, 구글의 안드로이드 2.2에 처음 탑재되었다.
구글 클라우드 메시징으로의 전환은 2012년 6월 27일 구글 I/O에서 안드로이드 서비스가 공개되면서 처음 발표되었다. 구글 클라우드 메시징 서비스를 발표한 직후, 구글은 애플리케이션 개발자가 C2DM에서 새로운 서비스로 마이그레이션하는 데 도움이 되는 문서를 발행했다. 서비스로 마이그레이션하려면 SDK 및 코드 변경은 물론, 다운로드 및 업데이트를 위해 게시 저장소(예: 구글 플레이)에 애플리케이션 업데이트를 릴리스해야 했다.
크롬 서비스는 2013년 구글 I/O 이전에 '푸시 메시징을 통해 효율적인 앱과 확장 프로그램 구축하기'라는 블로그 게시물에서 발표되었다.
I/O 2015에서 구글은 새로운 SDK와 iOS 지원을 발표했다.

## 기술적 세부사항
구글 클라우드 메시징은 구글이 관리하는 서버 API와 SDK를 사용하여 작동한다. GCM은 푸시 알림, 딥 링크 명령, 애플리케이션 데이터를 보낼 수 있다. 더 큰 메시지는 최대 4KB의 페이로드 데이터를 포함하여 전송할 수 있다.
애플리케이션이 알림을 수신하고 표시할 권한을 허용하면 클라이언트 애플리케이션은 등록 프로세스를 시작하기 위해 구글 클라우드 메시징 인터페이스에 등록 API 요청을 보낸다. GCM 서비스는 요청을 수신하고 확인하며, 장치에 GCM 등록 ID를 제공하여 응답한다. 이 ID는 개발자가 나중에 개별 장치에 알림을 보내는 데 사용하는 고유 식별자이다. 이 식별자는 장치에 저장되며, 일반적으로 개발자의 애플리케이션 서버로 전송되어 저장된다. GCM 등록 ID는 개발자가 사용자의 개인 신원을 파악할 수 있는 개인 또는 장치 정보를 포함하지 않는 무작위로 생성된 식별자이다. 개발자가 장치에 알림 이벤트를 보내려면 GCM 인증 서비스에 API POST 요청을 보내는 것으로 프로세스가 시작된다. POST 요청에는 GCM 등록 ID, 우선순위, 선택적 값 및 링크, 그리고 도착 시 장치에 표시될 정보가 포함된다. GCM 등록 ID 및 기타 자격 증명이 성공적으로 확인되면 인증 토큰이 반환된다. 두 식별자는 모두 GCM 서비스로 전송되어 대기열에 추가되고 장치로 전달된다.

## 같이 보기
- 안드로이드 소프트웨어 개발
- 애플 푸시 알림 서비스
- SQL 서버 알림 서비스
- Windows 푸시 알림 서비스